# LaC TV
LaC TV est une chaîne de télévision italienne de Calabre.

## Histoire de la chaîne
Fondée par Franco Jannuzzi, la chaîne de télévision « Rete Kalabria », commence à émettre en novembre 1987. La société est achetée au début des années 2000 par Vincenzo Restuccia, puis reprise en 2013 par le groupe de régie publicitaire Pubbliemme. 
Le 20 octobre 2014 elle prend officiellement le nom de LaC et le 15 novembre 2014 elle devient la première chaîne privée de Calabre qui fait ses émissions en HD.